# Calamospiza melanocorys
Calamospiza melanocorys là một loài chim trong họ Emberizidae.

## Hình ảnh

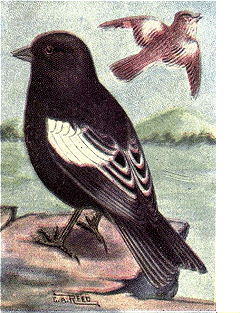
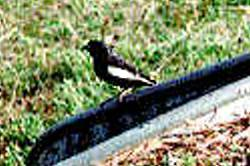